# Tour de Feminin
El Tour de Feminin (anomenat anteriorment Tour de Feminin-O cenu Českého Švýcarska i Tour de Feminin-Krásná Lípa) és una cursa ciclista femenina per etapes que es disputa a la República Txeca. Creada al 1988 transcorre per la regió de Ústí nad Labem.

## Palmarès
| Any                                      | Vencedor                | Segon                   | Tercer                |         |
| ---------------------------------------- | ----------------------- | ----------------------- | --------------------- | ------- |
| Tour de Feminin-Krásná Lípa              |                         |                         |                       |         |
| 1988                                     | Radka Kynelova          | Eva Orvošová            | Iveta Sitárová        |         |
| 1989                                     | Radka Kynelova          | Eva Orvošová            | Ildiko Paczova        |         |
| 1990                                     | Eva Orvošová            | Radka Kynelova          | Iveta Sitárová        |         |
| 1991                                     | Ildiko Paczova          | Julie Pekárková         | Jarmila Snahnicanova  |         |
| 1992                                     | Alena Barillová         | Lenka Ilavská           | Šárka Pešková Víchová |         |
| 1993                                     | Sandra Schumacher       | Susanne Plambeck        | Iveta Sitárová        |         |
| 1994                                     | Zinaïda Stahúrskaia     | Rebecca Bailey          | Hanka Kupfernagel     |         |
| 1995                                     | Lenka Ilavská           | Bogumiła Matusiak       | Judith Arndt          |         |
| 1996                                     | Hanka Kupfernagel       | Kerstin Scheitle        | Miluše Flašková       |         |
| 1997                                     | Hanka Kupfernagel       | Rasa Polikevičiūtė      | Lenka Ilavská         |         |
| 1998                                     | Svetlana Guiguileva     | Lucia Pizzolotto        | Yuliya Murenkaya      |         |
| 1999                                     | Hanka Kupfernagel       | Yuliya Murenkaya        | Sandra Missbach       |         |
| 2000                                     | Hanka Kupfernagel       | Bogumiła Matusiak       | Valentina Karpenko    |         |
| 2001                                     | Sandra Wampfler         | Bogumiła Matusiak       | Sophie Creux          |         |
| 2002                                     | Bogumiła Matusiak       | Trixi Worrack           | Anita Valen           |         |
| 2003                                     | Valentina Karpenko      | Lada Kozlíková          | Sarah Düster          |         |
| 2004                                     | Trixi Worrack           | Chantal Beltman         | Theresa Senff         |         |
| 2005                                     | Tina Liebig             | Bogumiła Matusiak       | Eva Lutz              |         |
| 2006                                     | Theresa Senff           | Lada Kozlíková          | Hanka Kupfernagel     |         |
| 2007                                     | Hanka Kupfernagel       | Andrea Graus            | Edwige Pitel          |         |
| 2008                                     | Angela Hennig           | Trixi Worrack           | Sarah Düster          |         |
| Tour de Feminin-O cenu Českého Švýcarska |                         |                         |                       |         |
| 2009                                     | Alexandra Burtschenkowa | Edwige Pitel            | Martina Růžičková     |         |
| 2010                                     | Trixi Worrack           | Alexandra Burtschenkowa | Sarah Düster          |         |
| 2011                                     | Amanda Spratt           | Natalja Bojarskaja      | Larissa Pankowa       |         |
| 2012                                     | Larissa Pankowa         | Carla Ryan              | Martina Ritter        |         |
| 2013                                     | Amy Cure                | Emma Pooley             | Martina Ritter        |         |
| 2014                                     | Brianna Walle           | Martina Sáblíková       | Vera Koedooder        |         |
| 2015                                     | Tatiana Antóixina       | Lauren Stephens         | Anna Plichta          |         |
| 2016                                     | Cecilie Uttrup Ludwig   | Anna Plichta            | Natalja Bojarskaja    |         |
| 2017                                     | Ruth Edwards            | Tayler Wiles            | Ann-Sophie Duyck      |         |
| 2018                                     | Leah Thomas             | Elizaveta Oshurkova     | Sofie De Vuyst        |         |
| 2019                                     | Vita Heine              | Aurela Nerlo            | Elizaveta Oshurkova   |         |
| 2020                                     | suspesa                 | suspesa                 | suspesa               | suspesa |
| 2021                                     | Joscelin Lowden         | Morgane Coston          | Corinna Lechner       |         |
| 2022                                     | suspesa                 | suspesa                 | suspesa               | suspesa |
| 2023                                     | Olga Kulinitx           | Dominika Włodarczyk     | Eliska Kvasnickova    |         |
| 2024                                     | Julia Kopecký           | Femke de Vries          | Xaydée Van Sinaey     |         |
| 2025                                     | Kate Richardson         | Malwina Mul             | Xaydée Van Sinaey     |         |